# La carta esférica
La carta esférica és una pel·lícula espanyola dirigida per Imanol Uribe, basada en la novel·la homònima d'Arturo Pérez-Reverte. Produïda per New Atlantis, va ser rodada a Algesires, Barcelona, Cadis, Cartagena, Madrid i Múrcia. La pel·lícula també feia referència als supòsits robatoris per part de caçatresors en els vaixells enfonsats en aigües espanyoles.

## Argument
El exmarinero Coy (Carmelo Gómez) coneix en una subhasta d'objectes navals a Tànger Soto (Aitana Sánchez-Gijón). Entre ells es formarà una relació que transcendeix el professional mentre busquen un bergantí enfonsat que uns altres també ambicionen.

## Repartiment
- Aitana Sánchez-Gijón: Tánger Soto
- Enrico Lo Verso: Palermo
- Darío Grandinetti
- Gonzalo Cunill: Kiskoros
- Carmelo Gómez: Coy
- Javier García Gallego: pilot
- Lucina Gil: Rocío Gamboa
- Carlos Kaniowsky: Perona
- Violeta Pérez
- Ignacio Ysasi: empleat de la gasolinera

## Premis
XXII Premis Goya
| Categoria           | Persona      | Resultat |
| ------------------- | ------------ | -------- |
| Millor guió adaptat | Imanol Uribe | Candidat |